# Бон-Нувель (станция метро)
Бон-Нувель (фр. Bonne-Nouvelle) — двухуровневая станция на линиях 8 и 9 Парижского метрополитена, расположенная на границе II, IX и X округов Парижа на двухуровневом участке метро под Гран Бульвар. Названа по католическому собору Нотр-дам де Бон-Нувель, расположенному возле одного из выходов со станции.

## Особенности конструкции
Участок Ришельё — Друо — Репюблик проходит под Гран Бульвар в виде двухуровневых тоннелей: по верхнему уровню проходит линия 8, по нижнему — линия 9. Верхний уровень выполнен в виде двух односводчатых залов, оба уровня поделены между путями стеной.

## История
- Участок под Гран Бульвар строился в два этапа, так как по нему проходят два пусковых участка разных линий. Первым открылся верхний уровень в составе участка Ришельё — Друо — Порт-де-Шарентон линии 8, открытие состоялось 5 мая 1931 года. 10 декабря 1933 года открылся нижний уровень участка в составе линии 9 (пусковой участок Ришельё — Друо — Порт-де-Монтрёй).
- Пассажиропоток по входу в 2011 году, по данным RATP, составил 5 196 140 человек.[3]. В 2013 году этот показатель снизился и составил 4 953 438 человек (86 место по всему Парижскому метрополитену)[4].

## Особенности оформления

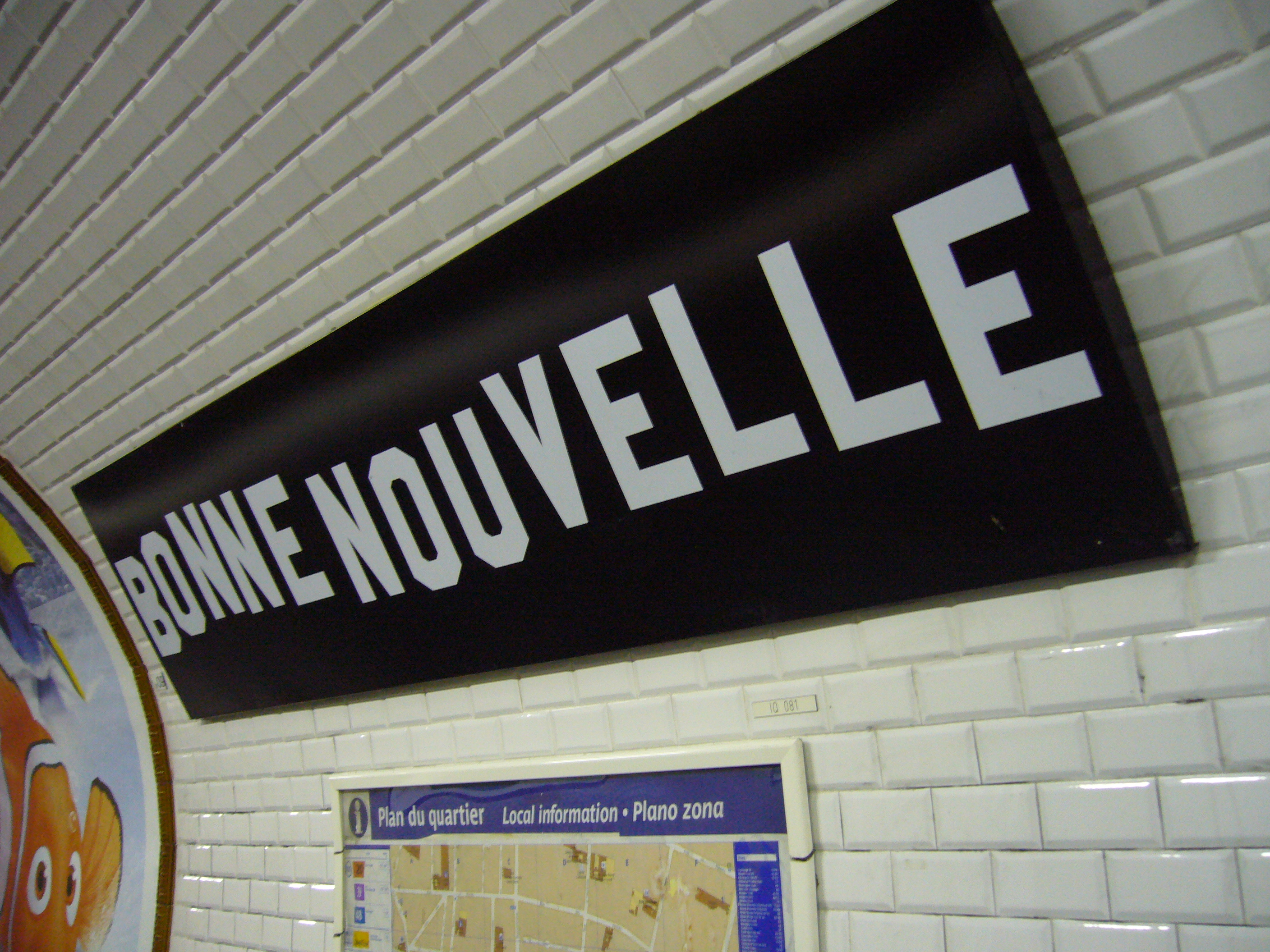
Табличка со стилизованным под голливудскую надпись названием станции

В одном из залов станции имеется табличка с названием, шрифт которой стилизован под брендированную надпись "Hollywood".

## Галерея

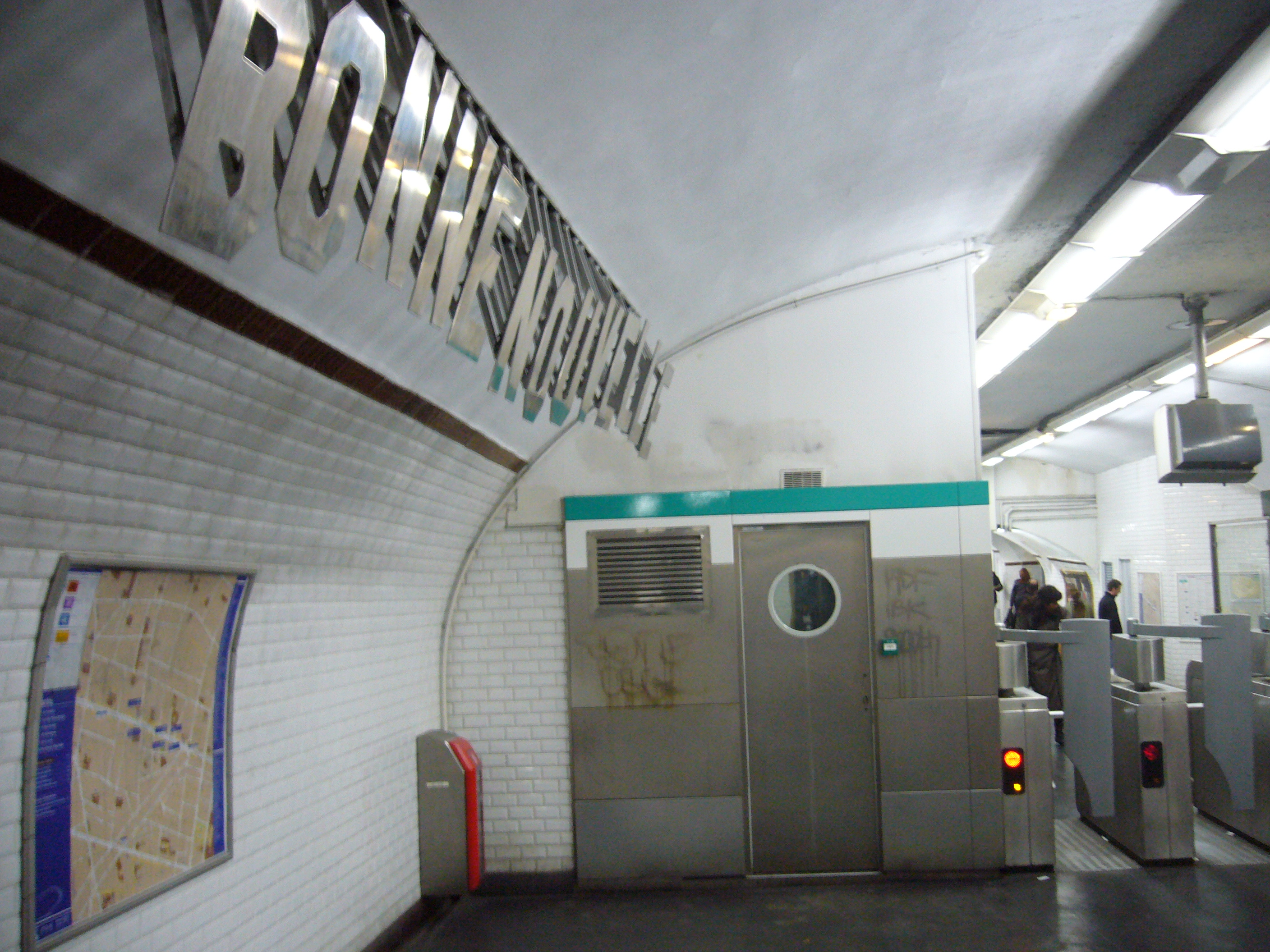
Кассовый зал линии 8
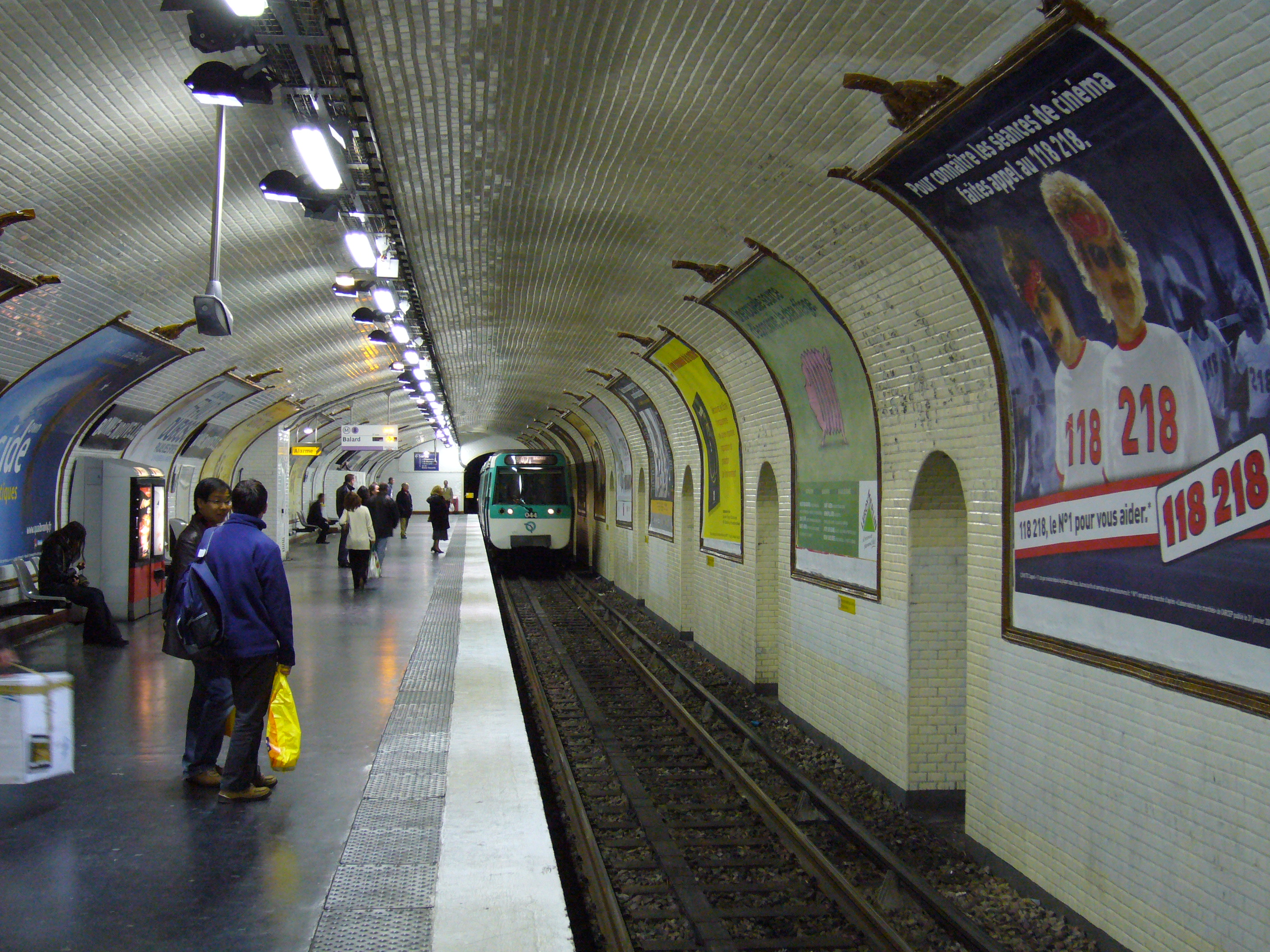
Состав модели MF 77 в зале линии 8